# Dryopsophus vagitus
Espèce
Synonymes
- Cyclorana vagitus Tyler, Davies & Martin, 1981
- Litoria vagitus (Tyler, Davies & Martin, 1981)

Statut de conservation UICN

 LC  : Préoccupation mineure
Dryopsophus vagitus est une espèce d'amphibiens de la famille des Pelodryadidae.

## Répartition
Cette espèce est endémique d'Australie. Elle se rencontre dans la région de Kimberley en Australie-Occidentale et dans le nord-ouest du Territoire du Nord.

## Description
Les mâles mesurent de 42 à 48 mm et les femelles de 44 à 48 mm.
Le dos est brun ou gris avec des marques brun foncé ou vertes. Le ventre est blanc, granuleux; les orteils sont légèrement palmés et une ligne noire court depuis la cuisse jusqu'au museau. Une ligne claire court sur le milieu du dos. Le coassement est un gémissement répété plus court et plus sonore que celui de Dryopsophus cultripes. En saison sèche, elle vit enfouie dans le sol.

## Publication originale
- Tyler, Davies & Martin, 1981 : New and rediscovered species of frogs from the Derby-Broome area of Western Australia. Records of the Western Australian Museum, vol. 9, no 2, p. 147-172 (texte intégral).